# Ленінградська печера
Ленінградська (рос. Ленинградская) — печера в Пінезькому районі Архангельській області, на Біломорсько-Кулойському плато європейської півночі Росії. Карстова печера горизонтального типу простягання в гіпсових пластах. Вхід до печери на березі річки Сотка на території Пінезького заповідника, є однією з найбільших печер Пінего-Кулойського карстового району як за протяжністю ходів — 3400 м, так і за сумарним обсягом підземних порожнин — 56 480 м³, величиною підземних залів. Глибина печери становить 27 м. Категорія складності проходження ходів печери — 2Б.